# Alphabet gotique
 (mai 2024).
Cette page contient des caractères spéciaux ou non latins. S’ils s’affichent mal (▯, ?, etc.), consultez la page d’aide Unicode.
Ne doit pas être confondu avec Écriture gothique.
L’alphabet gotique est un alphabet utilisé exclusivement pour noter la langue gotique de Wulfila, de la Skeireins et de divers manuscrits en langue gotique. C'est un alphabet original inventé vraisemblablement par Wulfila lui-même[réf. nécessaire]. Il n'a rien à voir avec ce qu'on appelle communément les « lettres gothiques », qui sont, elles, des lettres de l'alphabet latin telles qu'écrites en Occident dans les manuscrits du XIIe au XIVe siècle, devenues plus tard ce que l'on désigne en Allemagne sous le terme de Fraktur.

## Attestations
Cet alphabet a été principalement utilisé au VIe siècle de l'ère chrétienne dans deux manuscrits postérieurs à Wulfila (qui a vécu à la fin du IVe siècle), le Codex Ambrosianus et le Codex Argenteus. D'autres documents l'attestent, profanes et sacrés, et les derniers textes sont datés du IXe siècle (à une époque où la langue n'était vraisemblablement plus parlée). L'alphabet gotique n'a pas été la seule écriture possible de cette langue : on trouve aussi quelques inscriptions en runes germaniques.
On trouvera plus de détails dans l'article principal.

## Lettres

### Histoire
L'alphabet gotique est principalement une adaptation de l'alphabet grec (dans sa graphie onciale) assorti de trois caractères de l'onciale latine ainsi que cinq empruntés aux runes germaniques (d'après une interprétation courante). Chaque lettre possède une valeur numérale par imitation de la numération grecque et deux d'entre elles n'ont pas d'autre fonction. L'article Numération gotique décrit le fonctionnement de cette numération. Ernst Ebbinghaus (cf. bibliographie) repère deux moutures de l'alphabet (type en S et type en Σ), selon la forme de la lettre pour s et l'utilisation de la suspension nasale (pratique consistant à remplacer les consonnes nasales finales par un signe abréviatif).

### Transcription / Translittération
On le translittère dans les ouvrages scientifiques et didactiques au moyen d'une partie de la transcription des germanistes, à savoir l'alphabet latin augmenté de deux signes spéciaux : la ligature Ƕ, ƕ (h + w) et la lettre Þ, þ (empruntée au vieil anglais).
La notation de Wulfila étant souvent ambiguë (un même digramme 𐌰𐌹 / ai pouvant, par exemple, noter [ai], [ɛ] ou [ɛː]), la transcription a recours à des diacritiques pour lever les difficultés de lecture.
On consultera Phonologie du gotique pour des précisions sur la prononciation de la langue.

### Liste des graphèmes
On a représenté ici le type en S de l'alphabet. Les noms des lettres, ecrit dans Vieux Anglais, apparaissent dans un manuscrit d'Alcuin du IXe siècle. Les noms d'Alcuin sont à gauche et les noms gotiques reconstruits ou attestés sont à droite. Les noms gotiques reconstruits sont marqués d'un asterisqué.
| Glyphe | Unicode | Translittération | Noms d'Alcuin | Noms gotiques       | Valeur numérique | Étymon grec | Étymon latin | Étymon runique |
| ------ | ------- | ---------------- | ------------- | ------------------- | ---------------- | ----------- | ------------ | -------------- |
|        | 𐌰       | a                | aza           | *𐌰𐌷𐍃𐌰 (*ahsa)       | 1                |             |              |                |
|        | 𐌱       | b                | bercna        | *𐌱𐌰𐌹𐍂𐌺𐌰𐌽 (*baírkan) | 2                |             |              |                |
|        | 𐌲       | g                | geuua         | 𐌲𐌹𐌱𐌰 (giba)         | 3                |             |              |                |
|        | 𐌳       | d                | daaz          | 𐌳𐌰𐌲𐍃 (dags)         | 4                |             |              |                |
|        | 𐌴       | ē                | eyz           | *𐌰𐌹𐍈𐍃 *(aíƕs)       | 5                |             |              |                |
|        | 𐌵       | q                | quetra        | *𐌵𐌰𐌹𐍂𐌸𐍂𐌰 (*qaírþra) | 6                |             |              |                |
|        | 𐌶       | z                | ezec          | Pas connu.          | 7                |             |              |                |
|        | 𐌷       | h                | haal          | *𐌷𐌰𐌲𐌻 (*hagl)       | 8                |             |              |                |
|        | 𐌸       | þ                | thyth         | 𐌸𐌹𐌿𐌸 (þiuþ)         | 9                |             |              |                |
|        | 𐌹       | i                | iiz           | *𐌴𐌹𐍃 (*eis)         | 10               |             |              |                |
|        | 𐌺       | k                | chozma        | *𐌺𐌿𐍃𐌼𐌰 (*kusma)     | 20               |             |              |                |
|        | 𐌻       | l                | laaz          | *𐌻𐌰𐌲𐌿𐍃 (*lagus)     | 30               |             |              |                |
|        | 𐌼       | m                | manna         | 𐌼𐌰𐌽𐌽𐌰 (manna)       | 40               |             |              |                |
|        | 𐌽       | n                | noicz         | 𐌽𐌰𐌿𐌸𐍃 (naúþs)       | 50               |             |              |                |
|        | 𐌾       | j                | gaar          | 𐌾𐌴𐍂 (jer)           | 60               |             | G            | ᛃ              |
|        | 𐌿       | u                | uraz          | *𐌿𐍂𐌿𐍃 (*urus)       | 70               |             |              | ᚢ              |
|        | 𐍀       | p                | pertra        | *𐍀𐌰𐌹𐍂𐌸𐍂𐌰 (*paírþra) | 80               |             |              |                |
|        | 𐍁       | /                | /             | /                   | 90               |             |              |                |
|        | 𐍂       | r                | reda          | *𐍂𐌰𐌹𐌳𐌰 (*raída)     | 100              |             | R            |                |
|        | 𐍃       | s                | sugil         | 𐍃𐌰𐌿𐌹𐌻 (saúil)       | 200              |             | S            |                |
|        | 𐍄       | t                | tyz           | *𐍄𐌴𐌹𐍅𐍃 (*teiws)     | 300              |             |              |                |
|        | 𐍅       | w                | uuine         | 𐍅𐌹𐌽𐌾𐌰 (winja)       | 400              |             |              |                |
|        | 𐍆       | f                | fe            | 𐍆𐌰𐌹𐌷𐌿 (faíhu)       | 500              |             | F            | ᚠ              |
|        | 𐍇       | x                | enguz         | *𐌹𐌲𐌲𐍅𐍃 (*iggws)     | 600              |             |              |                |
|        | 𐍈       | ƕ                | uuaer         | *𐍈𐌰𐌹𐍂 (*ƕaír)       | 700              |             |              |                |
|        | 𐍉       | ō                | utal          | *𐍉𐌸𐌰𐌻 (*ōþal)       | 800              |             |              | ᛟ              |
|        | 𐍊       | /                | /             | /                   | 900              |             |              |                |

(Version en image)
Notes :
- L'étymon grec indiqué donne la lettre grecque (dans sa graphie onciale) à l'origine de la lettre gotique. Seulement le digamma est donné en graphie archaïque. À côté sont données les possibles étymologies ou influences latines (sur un fond rouge) et runiques (fond bleu).

### Difficultés d'interprétation
Les étymons proposés ne sont que des conjectures représentant l'interprétation courante de l'origine des lettres gotiques : en effet, plusieurs possibilités existent quant à l'origine de certaines, comme , qui pourrait aussi provenir des runes, d'autant plus que ces mêmes runes sont en partie bâties sur l'alphabet latin.
L'origine de la lettre  soulève des problèmes d'interprétation. On peut la faire remonter au koppa grec dans sa graphie onciale, , ce qui n'est pas sans soulever un paradoxe : le signe numéral  provenant clairement du koppa oncial, on voit mal comment deux tracés différents auraient pu naître d'un seul et même étymon. La solution la plus efficace semble être de faire dériver la lettre du stigma dans sa graphie onciale  (actuellement Ϛ), (qui a remplacé le digamma), dont le tracé est très proche du koppa oncial et qui expliquerait la similitude frappante entre la lettre  et le signe  . Les deux auraient évolué en suivant les mêmes simplifications (consulter l'article sur la numération gotique pour plus de détails sur le signe pour 90). Dans ce cas, Wulfila n'a pas utilisé la lettre en respectant une quelconque valeur phonétique puisque le Ϛ note /st/ (et remplace un ancien digamma valant /w/) mais s'est servi d'un emplacement disponible dans l'alphabet grec numéral (stigma étant une ligature abréviative et non une lettre) lui permettant d'ajouter une lettre pleine dont la prononciation était inconnue du grec byzantin tout en conservant sa valeur numérale. La lettre latine Q onciale pourrait aussi être à l'origine de cette lettre, mais cette hypothèse est bien moins probante.
D'autre part, les signes pour 90 () et 900 () sont bien issus du grec : ce sont les avatars des lettres archaïques grecques koppa et sampi conservées dans la numération grecque, lettres qui, ayant perdu leur statut de caractères littéraux, se sont déformés pendant l'époque byzantine, au point que de Ϙ l'on est arrivé la forme actuelle Ϟ en passant par Ҁ, qui donne  et que de Ͳ l'on est arrivé à Ϡ, via une graphie  (en fait, le passage d'une graphie à l'autre est plus complexe) qui explique la lettre gotique .
Certains spécialistes, dont Ernst Hebbinghaus (cf. bibliographie), considèrent qu'on peut faire dériver toutes les lettres de l'onciale grecque. Si cette hypothèse peut se vérifier pour , que l'on fait dériver traditionnellement de la rune ᚦ mais qu'on pourrait interpréter comme l'adaptation de  (dérivation possible phonétiquement puisqu'en grec byzantin θ se prononçait [θ], comme ), c'est moins évident avec d'autres lettres. Par exemple,  peut difficilement remonter au oméga grec, tracé à l'époque  et non Ω (graphie qui, pour le coup, pourrait être satisfaisante). D'autres difficultés sont soulevées avec , qu'il semblerait bien plus simple de faire remonter à un F latin qu'à la rune ᚠ ou au grec .

## Autres signes
L'alphabet gotique est unicaméral (il ne fait pas la différence entre capitales et minuscules) et s'écrit en scriptio continua, c'est-à-dire que tous les mots sont attachés, sans espace entre eux.
On place dans les manuscrits un tréma sur le i quand la lettre est à l'initiale du mot, à l'initiale d'une syllabe après voyelle (pour la distinguer d'une diphtongue, vraie ou fausse et indiquer que le i n'appartient pas à la syllabe précédente) : ïk (« je », cf. allemand ich), gaïddja (ga-iddja ; « je suis passé », prétérit de ga-gaggan).
La ligne suscrite indique des abréviations : gþ̅ représente guþ (« Dieu », cf. anglais God).
Quant aux ponctuations, les manuscrits utilisent le point médian « · » et le deux-points « : » comme indicateurs de pauses. Parfois, l'espace joue ce rôle. Lorsque les lettres sont utilisées comme symboles numéraux, elles sont entourées de points médians ou bien surlignées et/ou soulignées.
L'alphabet gotique est maintenant inclus dans le plan multilingue supplémentaire d'Unicode, des emplacements U+10330 à U+1034F.
D'autre part, quelques inscriptions seraient rédigées au moyen des runes germaniques.

## Exemple de texte en gotique
Le texte suivant est codé directement ; il est possible qu'il soit illisible car il nécessite que le système accepte les caractères Unicode du plan multilingue supplémentaire et qu'une police possédant les caractères gotiques soit installée (pour plus de détails, consulter le site d'Alan Wood).
Il s'agit des versets 1 et 2 du chapitre 18 de l'Évangile selon Jean.
𐌸𐌰𐍄𐌰 𐌵𐌹𐌸𐌰𐌽𐌳𐍃 𐌹𐌴𐍃𐌿𐍃 𐌿𐍃𐌹𐌳𐌳𐌾𐌰 𐌼𐌹𐌸

Þata qiþands Iesus usiddja miþ

𐍃𐌹𐍀𐍉𐌽𐌾𐌰𐌼 𐍃𐌴𐌹𐌽𐌰𐌼 𐌿𐍆𐌰𐍂 𐍂𐌹𐌽𐌽𐍉𐌽 𐌸𐍉

siponjam seinaim ufar rinnon þo

𐌺𐌰𐌹𐌳𐍂𐍉𐌽 𐌸𐌰𐍂𐌴𐌹 𐍅𐌰𐍃 𐌰𐌿𐍂𐍄𐌹𐌲𐌰𐍂𐌳𐍃 𐌹𐌽

Kaidron, þarei was aurtigards, in

𐌸𐌰𐌽𐌴𐌹 𐌲𐌰𐌻𐌰𐌹𐌸 𐌹𐌴𐍃𐌿𐍃 𐌾𐌰𐌷 𐍃𐌹𐍀𐍉𐌽𐌾𐍉𐍃 𐌹𐍃

þanei galaiþ Iesus jah siponjos is

𐍅𐌹𐍃𐍃𐌿𐌷 𐌸𐌰𐌽 𐌾𐌰𐌷 𐌹𐌿𐌳𐌰𐍃 𐍃𐌰 𐌲𐌰𐌻𐌴𐍅𐌾𐌰𐌽𐌳𐍃 𐌹𐌽𐌰

wissuh þan jah Iudas sa galewjands ina

𐌸𐌰𐌽𐌰 𐍃𐍄𐌰𐌳 𐌸𐌰𐍄𐌴𐌹 𐌿𐍆𐍄𐌰 𐌲𐌰𐌹̈𐌳𐌳𐌾𐌰 𐌹𐌴𐍃𐌿𐍃 𐌾𐌰𐌹𐌽𐌰𐍂

þana stad, þatei ufta gaïddja Iesus jainar

𐌼𐌹𐌸 𐍃𐌹𐍀𐍉𐌽𐌾𐌰𐌼 𐍃𐌴𐌹𐌽𐌰𐌹𐌼

miþ siponjam seinaim.
(Ponctuation et espaces ajoutées dans la transcription pour faciliter la lecture)

« Quand Jésus eut dit cela, il sortit avec ses disciples sur les bords du Kédron, là où il y avait un jardin dans lequel il entra avec ses disciples. Judas, qui le trahissait, connaissait ce lieu parce que Jésus et ses disciples s'y réunissaient souvent. »

Voici le même texte en image :